# Cinquecentina
La cinquecentina (en italiano; plural: cinquecentine) es un libro impreso en el siglo XVI d. C.  Los libros impresos hasta el año 1520 puede ser además de cinquecentine, incunables, es decir, los libros escritos con la técnica de impresión de tipos móviles.
La ciudad donde se desarrolló más la impresión de libros fue Venecia. La presencia de capital y materias primas, como el papel, impresores hábiles —incluido el famoso Aldo Manuzio— etc. dieron lugar a numerosas publicaciones. El alto nivel cultural de los dirigentes de la laguna, junto con el contexto amplio de libertades civiles de los ciudadanos venecianos, permitieron un significativo desarrollo.
A Venecia, habida cuenta de la efervescencia cultural de la ciudad, llegaron impresores de toda Europa, de Alemania, de Francia (como el famoso Nicolas Jenson), así como de diversas regiones italianas. Cada impresor tuvo un signo especial llamado «marca», que identificaba al individuo con las copias impresas de su producción. Hoy en día la marca se utiliza como una herramienta para la clasificación de los textos en los que se haya colocado.
De sus prensas salieron libros raros de diferentes tipos: textos antiguos de leyes, libros de medicina, diseño, misales y libros litúrgicos, pero también clásicos, libros de texto universitarios, folletos de oraciones y reimpresión de textos sobre diversos temas, tanto en latín como en lengua vernácula.
Las tiradas iban desde unos pocos cientos de ejemplares hasta tres mil o más. Hacia finales del  siglo XV d. C. el promedio fue de entre mil y mil quinientos ejemplares.  En el siglo XVI d. C. estaríamos hablando de 17 000 títulos publicados, o de acuerdo con otras estimaciones, de 30 000 e incluso 50 000.